# Kris Burm
Kris Burm (Amberes, Bélgica, 1957) es un diseñador de juegos belga. Se especializa en reinventar juegos de estrategia abstractos.
En 1991 publicó su primer juego Invers, que estaba en la lista de finalistas de juego del año ese mismo año. La serie de juegos Proyecto GIPF es su proyecto más exitoso; los juegos han recibido premios internacionales. Desde 2005 vive junto a sus cuatro hijos en Schilde, cerca de Amberes, en la Región Flamenca.

## Premios

### Spiel des Jahres
- Invers: lista corta 1991
- Gipf: lista corta 1998
- Zèrtz: lista corta 2000
- Dvonn: Lista de selección 2002
- Yinsh: Lista recomendada 2004
- Tzaar: Lista de recomendaciones 2008

### Spiel der Spiele
- Lyngk: Premio especial del Spiel der Spiele 2017

### International Gamers Award/Gamers Choice Awards
- Zèrtz: nominado 2001
- Dvonn: ganador 2002[5]
- Yinsh: nominado 2004
- Pünct: nominado 2006
- Tzaar: nominado 2008

### Mensa Select
- Zèrtz: 2000[6]
- Dvonn: 2002
- Yinsh: 2004

### Niederländischer Spielepreis
- Dvonn: nominado 2002
- Yinsh: nominado 2004
- Tzaar: nominado 2008

### Games Magazine
- Dvonn: Juego del Año 2003[7]
- Tzaar: Juego del Año 2009

### innoSPIEL
- LYNGK: nominado 2017

## Ludografía
- 1991: Invers, Peri Spiele
- 1993: Oxford, Peri Spiele
- 1994: Balanx, Fun Connection
- 1995: Tashkent Domino (3x3), Peri Spiele
- 1995: Flix, Milton Bradley
- 1995: Orient, Happy World
- 1996: Quads, GiGamic, International Games
- 1997: Tashkent Domino (5x5), Peri Spiele
- 1997: Dicemaster, Iron Crown Enterprises
- 1997: Bi-Litaire, Peri Spiele
- 1997: Batik, GiGamic
- 1997: Gipf, Don & Co, Schmidt Spiele (Proyecto GIPF, Juego 1)[8]
- 1999: Tamsk, Schmidt Spiele (Proyecto GIPF, Juego 2)
- 2000: Zèrtz, Schmidt Spiele, Rio Grande Games, Don & Co (Proyecto GIPF, Juego 3)
- 2001: Elcanto, HiKu Spiele
- 2001: Dvonn, Don & Co, Rio Grande Games (Proyecto GIPF, Juego 4)
- 2002: Batik Kid, GiGamic
- 2003: Yinsh, Don & Co, Rio Grande Games (Proyecto GIPF, Juego 5)[9]
- 2004: Quads, GiGamic
- 2005: Pünct, Don & Co (Proyecto GIPF, Juego 6)
- 2007: Tzaar, Smart Games (reemplaza a Tamsk como segundo juego del Proyecto GIPF)
- 2008: Colour Code, Smart Games